# Anton Wilhelm Brøgger
Anton Wilhelm Brøgger (11. oktober 1884 i Stockholm – 29. august 1951 i Oslo) var en norsk arkæolog og kulturhistoriker, søn af geologen Waldemar Christopher Brøgger, far til forfatteren Waldemar Christoffer Brøgger.
Brøgger begyndte, endnu før han 1903 blev student, videnskabelige studier i norsk og nordisk forhistorie og fortsatte disse i de følgende år under professorerne Gabriel Gustafson, Oscar Montelius og Sophus Müller. Allerede Brøggers første større afhandling om Økser af Nøstvet-Typen (1905) vakte opmærksomhed ved sit friske og selvstændige syn. Sin evne til første hånds iagttagelse og bearbejdelse af nyfundet materiale lagde han for dagen blandt andet i en afhandling om Vistefundet, ("Stavanger Museums Aarshæfte" 1907), et af ham selv udgravet fund på kysten af Jæderen, Stavanger Amt, af den første i Norge fundne køkkenmødding fra den ældre stenalder.
1909 tog han doktorgraden med et større, sammenfattende, dybtgående og betydeligt arbejde, hans hovedværk, om »Den arktiske Stenalder i Norge« (»Vidensk. Selsk. Skr.« II Bd, 1909). Senere har han beskrevet blandt andet Møntfund fra Ryfylke (i "Aarbog for Oldkyndighed", 1910) og Sigurd Jorsalfarers Grav i Oslo Domkirke (i "Sankt Hallvard", 1915), foruden at han har offentliggjort mange andre Afh., dels i forskellige Museers Publikationer i (norsk) »Hist. Tidsskr.«, i det af ham 1910 grundlagte og ledede Tidsskr. for norsk Arkæologi »Oldtiden« og i det af ham sammen med Historikeren, Dr. Edvard Bull udgivne, lokalhistoriske Oslo- og Kristianiatidsskrift »Skt Hallvard« (fra 1915), dels i stor Udstrækning og mere populær Form i Dagspressen.
Brøgger var 1909-13 Konservator ved Stavanger Museum, som han ved mange af ham ledede Udgravninger fik betydelig beriget; 1913 blev han Underbestyrer, 1915 (ved Gabriel Gustafsons død) Bestyrer af Univ.’s Oldsagssamling og blev 3. Septbr 1915 udnævnt til Prof. i Arkæologi ved Univ. i Kria. Det er overdraget B. at udarbejde større Dele af et Værk om Osebergskibet, til hvis Udgivelse den norske Stat har bevilget 30000 Kr. 1915 udgav han en udførlig Fremstilling af »Stavanger i Middelalderen«. Han deltog siden i udgivelsen (sammen med Haakon Shetelig) af Pragtværket »Osebergfundet« (bind 1—3, 1917—28), hvor han selv har skrevet de to første afsnit i bind 1 og hele bind 2.
Foruden en række mindre arbejder har han endvidere publiceret Det norske folk oldtiden (1925, blandt "Instituttet for sammenlignende Kulturforsknings Skrifter"), forarbejdet til et større værk; han har her søgt at belyse Norges Oldtid ved Studier over Erhvervs- og Arbejdslivet i nyere Tid, og herunder indarbejdet et mere kulturhistorisk Syn på arkæologien end det tidligere raadende. Af populær Art er hans Agitationsskrift for Sørlandsbanen (1922) og hans Bog Gamle emigranter. Nordmennenes bosetning på Norskehavskystene.